# Iglesia del Salvador (La Llosa)
La iglesia parroquial del Salvador de La Llosa, en la comarca de la Plana Baja, es un templo católico catalogado, de forma genérica, como Bien de Relevancia Local según la Disposición Adicional Quinta de la Ley 5/2007, de 9 de febrero, de la Generalidad Valenciana, de modificación de la Ley 4/1998, de 11 de junio, del Patrimonio Cultural Valenciano (DOCV Núm. 5.449 / 13/02/2007), con código: 12.06.074-001.
La iglesia pertenece al arciprestazgo del Santísimo Cristo de la Diócesis de Segorbe-Castellón, y se ubica en la calle la Enseñanza 4 de La Llosa.
La Iglesia Parroquial está dedicada al Salvador, y el templo está construido siguiendo las pautas de diferentes estilos: barroco y gótico. En su interior se pueden observar tanto un arco de medio punto, como una bóveda de crucería.